# Reinhold Huhn
Reinhold Huhn, né le 8 mars 1942 à Braniewo en province de Prusse-Orientale et assassiné le 18 juin 1962 à Berlin-Est auprès du Mur de Berlin, est un policier est-allemand. Il est sans doute le mieux connu des six gardes frontaliers est-allemands tués par des personnes passant le Mur vers l'Ouest entre 1962 et 1980,.

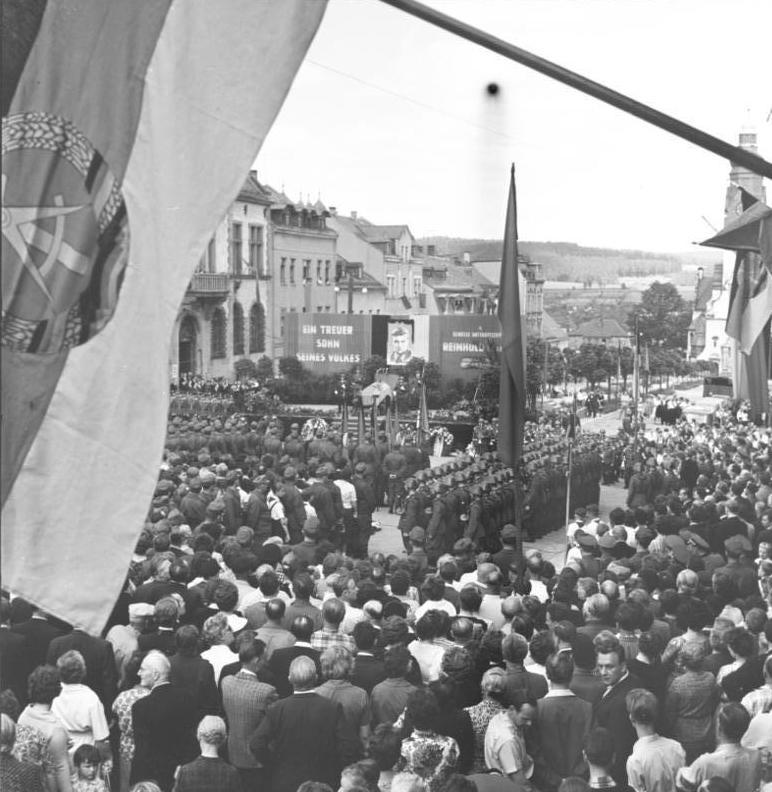
Funérailles de Reinhold Huhn à Adorf, avec les honneurs militaires, le 22 juin 1962.

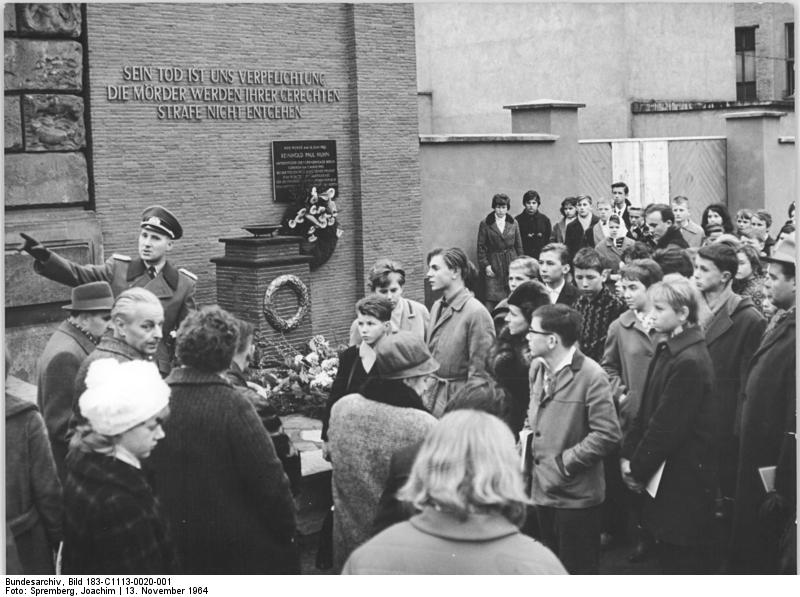
Le mémorial commémorant Reinhold Huhn en 1964.

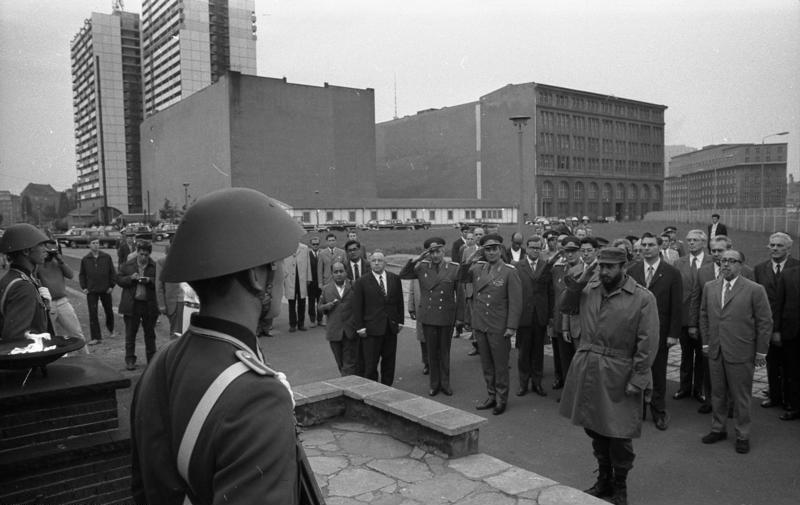
Fidel Castro rend hommage à Huhn et aux autres gardes frontaliers est-allemands tombés dans l'exercice de leurs fonctions, au mémorial de Huhn, en juin 1972.

## Jeunesse
Né durant la Seconde Guerre mondiale, il grandit dans ce qui est alors la Prusse-Orientale. Il est le plus jeune enfant d'une famille de fermiers. Sa mère décède dans un accident lorsqu'il a trois ans. En 1946, la Prusse-Orientale est rattachée à la Pologne ; la famille Huhn est contrainte de migrer en Allemagne de l'Est, et s'installe à Adorf, dans le Vogtland. Après sa scolarité, Reinhold entame des études en agriculture, et travaille sur une ferme collective près de Plauen. À l'âge de 18 ans, il rejoint la police.

## Garde frontalier et assassinat
En juin 1961 son unité de police est transférée à Berlin-Est, et assignée à la construction du Mur. Il demeure ensuite membre de la 4e Brigade frontalière. L'après-midi du 18 juin 1962, il monte la garde avec son supérieur auprès du Mur, à la croisée des rues Jerusalemer Strasse et Zimmerstrasse, en centre-ville. Vers 18h30, sur ordre de son supérieur, Huhn s'approche d'un couple accompagné de deux enfants à proximité de la zone interdite, pour un contrôle d'identité. L'homme, Rudolf Müller, s'apprête à passer avec sa famille à travers un tunnel secret reliant Berlin-Ouest, dans le sous-sol d'un bâtiment à proximité. Il prétend aux gardes qu'il emmène ses enfants à une fête. Lorsque Huhn demande à nouveau de voir ses papiers, Müller sort un pistolet de sa poche et abat le jeune garde. Huhn, atteint au torse, décède rapidement de sa blessure. Son collègue ouvre le feu ; Müller parvient à s'enfuir, et à rejoindre Berlin-Ouest avec sa famille.
Les autorités de Berlin-Est demandent en vain l'extradition de l'assassin. Reinhold Huhn est inhumé avec les honneurs militaires dans la ville d'Adorf, où il a passé la majeure partie de sa vie. En 1963, une plaque à sa mémoire est érigée sur le lieu de sa mort. En 1970, elle devient un mémorial à tous les gardes frontaliers morts dans l'exercice de leurs fonctions. En 1966, la rue Schützenstrasse, à proximité, est renommée Reinhold-Huhn-Strasse, en son honneur. Après la disparition de la République démocratique allemande en 1990, le mémorial est retiré, et la rue débaptisée.
Rudolf Müller est finalement condamné à un an de liberté surveillée pour homicide en 1999. Le tribunal conclut que l'homicide commis n'était en rien justifiable. Huhn n'avait pas sorti d'arme, n'avait « à aucun moment mis en danger la vie ou la santé de Rudolf Müller ni de sa famille », et Müller n'avait donc pas agi en légitime défense. En appel, la Cour fédérale en 2000 reconnaît Müller coupable d'assassinat, et non pas d'un simple homicide, mais sans alourdir la sentence. La Cour estime que Müller a agi avec préméditation en abattant froidement un garde qui procédait à un simple contrôle d'identité. La famille de Huhn se déclare déçue et perplexe que la peine prononcée ait été si légère.